# No Game No Life: Zero
No Game No Life: Zero (ノーゲーム・ノーライフ ゼロ?, Nōgēmu Nōraifu: Zero) è un film d'animazione del 2017 diretto da Atsuko Ishizuka.
Pellicola prodotta dello studio d'animazione Madhouse e basata sul sesto volume della light novel No Game No Life, scritta da Yū Kamiya, e sull'anime omonimo. Il lungometraggio ha debuttato nei cinema giapponesi il 15 luglio 2017. In Italia il film è stato trasmesso sottotitolato sulla web TV VVVVID a partire dal 12 marzo 2019.
Un breve filmato di 2 minuti, intitolato No Game No Life: Zero - Manner Movie (ノーゲーム・ノーライフ ゼロ マナー映像?), è stato proiettato nelle sale giapponesi subito prima del film. In esso i protagonisti della serie, disegnati in formato chibi, elencano le 10 regole di buone maniere da tenere durante la proiezione del film.

## Trama
Nel presente Izuna e Tet stanno giocando una partita scacchi e Tet decide di raccontare la storia di come il mondo di Disboard assunse la sua forma e il suo funzionamento attuali.
Il racconto è ambientato 6000 anni prima degli eventi della serie, durante la Grande Guerra, ovvero un conflitto mondiale in cui tutte le razze senzienti del mondo si combatterono fra loro e gli Old Deus si scontrarono per diventare l'Unico Dio. Per raggiungere tale obbiettivo, gli Old Deus e le altre razze distrussero il mondo e portarono l'umanità, l'unica delle 16 razze a non essere in grado di utilizzare la magia, sull'orlo dell'estinzione.
Vien poi mostrata la distruzione della casa di un bambino chiamato Riku e la morte della sua famiglia causata da una Ex Machina. Riku diviene in seguito leader, insieme a Couroun, dell'ultima colonia dell'umanità ed è in missione alla ricerca di informazioni utili ma, durante un attacco di un Demonia, chiede ad un suo compagno di sacrificarsi per permettere al resto del gruppo di sopravvivere. La sua morte, insieme a quelle di molti altri umani avvenute in passato sotto il suo comando, lo tormentano con incubi e sensi di colpa, mentre la colonia rischia di essere annientata.
Il giorno dopo Riku esplora un nascondiglio elfico abbandonato; qui incontra una Ex Machina che è stata scollegata dalla mente alveare della sua razza a causa dei suoi tentativi di capire il cuore umano, un concetto che sfugge la logica delle macchine e che non può quindi essere calcolato dalla mente alveare. Inizialmente esitante, Riku accetta di buon grado di aiutarla quando la macchina decide di sfidarlo ad una partita a scacchi, che lui perde a causa dell'immensa potenza di calcolo della macchina. I due decidono quindi di cooperare, con Riku che può utilizzare l'abilità di calcolo dell'Ex Machina a suo favore e lei può rimanere con lui per comprendere il cuore umano. Dato che la macchina ha come nome un semplice numero distintivo, Riku decide di chiamarla Schwi.
Successivamente, Schwi costringe accidentalmente Riku a confrontarsi con le morti dei suoi compagni da lui causate; questo porta a un litigio fra i due, ma permette a Schwi di capire meglio Riku e lo aiuta ad affrontare il suo trauma. Tornati alla colonia, i due creano un piano: l'umanità avrebbe manipolato le altre razze del mondo nell'utilizzare le loro armi più potenti una contro l'altra, ma in realtà il potere distruttivo degli armamenti sarebbe stato poi reindirizzato da Riku e Schwi contro il centro del pianeta con lo scopo di entrare nel nucleo per trovare il Suniaster, il dispositivo concettuale che si sarebbe rivelato solamente all'essere più potente del pianeta e avrebbe reso il suo possessore l'Unico Dio.
Riku chiede poi a Schwi di sposarlo, ma essa gli dice che fu lei a distruggere la sua casa uccidendo la sua famiglia. Riku però rivela di saperlo già e i due si sposano con Couron ad officiare, e i due sposi prendono il cognome della ragazza, ovvero Dola. A causa del suo piano, il corpo di Riku sta venendo distrutto e Schwi decide quindi di trovare lei stessa il Suniaster per salvare la vita al marito. Schwi incontra però il Flügel Jibril che, durante il combattimento, la ferisce a morte. Schwi riesce però a riconnettersi alla mente alveare degli Ex Machina convincendola a mettersi ad aiutare Riku.
Devastato dalla morte di Schwi, Riku si costringe a completare il piano. Le forze di tutte le razze e gli Old Deus si incontrano per scontrarsi nella battaglia finale e l'energia dei loro attacchi perfora il centro del pianeta. e il Suniaster appare a Riku. Nel raggiungerlo però, il suo braccio si dissolve rivelando che il dispositivo lo ha rifiutato. Riku si rivolge allora al Dio dei giochi, con il quale giocava da piccolo, e gli prega di prendere lui il Suniaster per terminare la guerra. Tet esaudisce il suo desiderio e Riku muore, e la divinità utilizza il dispositivo per divenire l'Unico Dio, ricreando il mondo con i nuovi dieci comandamenti come base che vietano l'utilizzo della violenza e della guerra per la risoluzione degli scontri, che dovrà avvenire solo attraverso i giochi.
Ritornati al presente, Izuna nota la forte somiglianza di Riku e Schwi con Sora e Shiro, sottintendendo che i due fratelli siano in realtà la reincarnazione di Riku e Schwi.

## Produzione
Il film venne annunciato durante il MF Bunko J Summer School Festival 2016 il 17 luglio 2016, mentre il titolo finale del film venne rivelato il 3 marzo 2017.
Sul film lavorò in gran parte lo staff della serie animata, con Atsuko Ishizuka alla regia, Jukki Hanada alla sceneggiatura e lo studio Madhouse alle animazioni, mentre Satoshi Tasaki si occupò del character design. La musica del film venne composta da Yoshiaki Fujisawa e prodotta da Kadokawa. Altri membri dello staff della serie animata che lavorarono anche sul film includono Eiji Iwase (art director) Tsukasa Ohira (art setting), Harue Ono (color key artist), Kenji Fujita (direttore della fotografia), Shuhei Yabuta (3D director), Kashiko Kimura (montaggio), Jin Aketagawa (sound director), Kazuhiro Hocchi (concept art) e Tsukasa Ohira (curatore degli sfondi). Konomi Suzuki, che aveva eseguito il tema di apertura della serie animata, eseguì anche la canzone "There is a Reason", che fa da tema principale del lungometraggio.

## Distribuzione

### Giappone
Il film ha debuttato nei cinema giapponesi il 15 luglio 2017, venendo proiettato inizialmente in 61 cinema, successivamente portati a 178. Il film ha avuto una distribuzione in 4DX in 48 cinema giapponesi a partire dal 9 settembre 2017.
Il film è stato distribuito per l'home video in Giappone in DVD e Blu-ray dal 23 febbraio 2018.

### Australia e Nuova Zelanda
Madman Entertainment ha acquistato i diritti per la distribuzione del film in Australia e Nuova Zelanda, proiettando il film con sottotitoli in inglese al Madman Anime Festival di Melbourne il 5 novembre 2017.

### Italia
La web TV italiana VVVVID annunciò a fine 2017 che avrebbe trasmesso il film in Italia sottotitolato in italiano, ma solo il 12 marzo 2019 il film venne pubblicato sulla web TV.

### Regno Unito
I diritti del film per il Regno Unito sono stati acquistati da MVM, che ha distribuito il film nel 2018.

### Stati Uniti d'America
Il 12 giugno 2017, Sentai Filmworks annunciò di aver acquistato i diritti di distribuzione del film. Azoland Pictures distribuì il film nei cinema statunitensi, debuttando con un doppiaggio in inglese al Los Angeles Anime Film Festival il 15 settembre 2016, e sottotitolato in inglese il 16 settembre 2017. Il film venne poi distribuito nel resto degli Stati Uniti dal 5 ottobre 2017 sottotitolato e dall'8 ottobre 2017 doppiato.
Sentai Filmworks ha distribuito il film in home video dal 28 agosto 2018.

## Accoglienza
Il film ha debuttato al 7º posto al box office giapponese, scendendo al 10º posto nella seconda settimana di proiezione. Il lungometraggio ha incassato 500 milioni di yen al 18 agosto 2017 e raggiungendo i 700 milioni di yen al 30 settembre 2017.
Secondo le classifiche di vendita di Oricon, l'edizione limitata del Blu-ray ha venduto 29 586 copie, l'edizione Blu-ray standard 6 133 copie e la versione DVD 4 068 copie.
Rachel Cheung del South China Morning Post diede al film un punteggio di 2.5 stelle su 5, asserendo che il film avrebbe soddisfatto i fan del prodotto originale, ma che avrebbe lasciato i nuovi arrivati confusi.